# Adán (novela)
Adán es una novela escrita por el novelista estadounidense Ted Dekker en 2008.

## Trama
Empieza con el secuestro en Arkansas de dos niños: Alex y Jessica Price, de 4 y 3 años respectivamente en 1964 por los desconocidos Alice y Cyril Brown con el propósito de usarlos como chivos expiatorios para su distorsionada religión: El convento sagrado de Eva. Después de 13 años logran escapar colgándose del tren que pasaba diariamente, después de viajar por mucho tiempo llegan a Pasadena, California a un refugio. Ahí el Padre Robert Seymour les consigue empleos y un curso para obtener un grado similar al de Bachiller. Alex Price es atormentado con pesadillas, pero trata de vivir normalmente, después toma la decisión de estudiar en el Seminario San Pedro y convertirse en sacerdote. Pero después de escribir ensayos que el seminario consideró como heréticos fue expulsado. En 1992 Jessica está comprometida, pero cuándo se lo cuenta a Alex, él se enoja aunque aceptó a regañadientes. Tiempo después el prometido de Jessica no llega a su cita con ella, y cuando Jessica lo busca en unos arbustos, lo encuentra azotado y posteriormente descubre que fue atacado por Alex. Jessica se fue a Dakota del Norte cuando Alex desaparece.